# 1151 Ithaka
Ithaka (asteróide 1151) é um asteróide da cintura principal, a 1,7382686 UA. Possui uma excentricidade de 0,2775097 e um período orbital de 1 363,08 dias (3,73 anos).
Ithaka tem uma velocidade orbital média de 19,20216987 km/s e uma inclinação de 6,55933º.
Esse asteróide foi descoberto em 8 de Setembro de 1929 por Karl Reinmuth.